# Diákhitel Központ
A Diákhitel Központot 2001-ben az első Orbán-kormány hívta életre. A Diákhitel Központ rendkívül kedvező feltételekkel vesz fel hiteleket hazai és külföldi befektetőktől. Ebből a pénzből önköltségi elven, üzleti haszon nélkül nyújt kölcsönöket. A felsőoktatás szerves része és egyik legfontosabb finanszírozója arra törekszik, hogy segítsen a diákoknak abban, hogy tanulmányi éveik alatt stabil, biztonságos és hosszú távon is vállalható pénzügyi támaszt kaphassanak.   
A szabad felhasználású Diákhitel1-et kedvező kamatozással és Diákhitel Plusz-t kamatmentesen, megkötöttség nélkül  költhetik a hallgatók megélhetési költségeik fedezésére, míg a kamatmentes Diákhitel2 a képzési költségre, a tandíjak megfizetésére  használható fel.   
A szervezet vezetője volt 2019 és 2022 között Magyar Péter, a Tisza Párt későbbi elnöke.

## Diákhitel1
A Diákhitel1-et bárki igényelheti, aki nem múlt még el 45 éves, magyar állampolgár, és valamelyik felsőoktatási intézményben érvényes hallgatói jogviszonnyal rendelkezik. Nincs hitelbírálat, nem kell kezes és más fedezet sem. Szabadon elkölthető, igényelhető egy összegben vagy havonta, a törlesztést pedig csak a tanulmányok befejezése utáni negyedik hónapban kell elkezdeni. A havi törlesztőrészlet nem fix, hanem mindig a törlesztő jövedeleméhez (ill. bizonyos esetekben a minimálbérhez) igazodik. Bármikor díjmentesen lehet előtörleszteni, vagyis az előírtnál korábban visszafizetni. Az így befizetett összeg rögtön a tőketartozást csökkenti, vagyis gyakorlatilag ezzel szabályozható a törlesztés futamideje. Ha valaki úgy gondolja, akkor az alacsony összegű kötelező törlesztőrészletekkel hosszú évekre elnyújthatja a törlesztést, így marad pénze egyéb kiadásokra is (pl. otthonteremtés, családalapítás). Felvehető összegek szempontjából a Diákhitel1 havi 15, 21, 25, 30, 40, 50, 60, 70 vagy 150 ezer forintot állapít meg. A hallgató határozhatja meg, hogy havi részletekben vagy szemeszterenként egy összegben kéri a Diákhitel1-et. Az első folyósítási nap ősszel október 15-e, tavasszal március 1-e.

## Diákhitel2
A 2012/13-as tanévtől az állami részösztöndíjas vagy önköltséges képzésre frissen felvételt nyert és szeptemberben egy felsőoktatási intézménybe beiratkozottak számára, a klasszikus szabad felhasználású Diákhitel mellett választhatóvá válik a kizárólag a képzés költségére fordítható kötött felhasználású Diákhitel. A kölcsönt az állami részösztöndíjas és az önköltséges képzésben tanulmányokat folytató, 45. életévüket még be nem töltött hallgatók vehetik fel, miután beiratkoztak a felsőoktatási intézményükbe. A felvehető összegnek nincs felső határa. Akkora összeget vehet fel az állami részösztöndíjas és önköltséges képzésben részt vevő hallgató, amekkora az intézmény felé fennálló fizetési kötelezettsége, ennél az összegénél nem lehet magasabb az igényelt hitelösszeg. A Diákhitel2 kamata 0%, a kamat efeletti részét az állam kamattámogatás formájában átvállalja a diákoktól. Folyósítás Az igényelt hitelt a Diákhitel Központ közvetlenül az egyetem/főiskola számára utalja, így biztosítva, hogy csak és kizárólag a képzés díja egyenlíthető ki belőle.

## Diákhitel Plusz
A Diákhitel Plusz a pandémia okozta nehézségekre lett létrehozva 2020. december 31-ig, majd ez a határidő sorozatosan meghosszabbításra került, 2022. szeptember 30-ig. A Diákhitel Plusz teljesen kamatmentes és szabad felhasználású termék, melyet minden 55. évét be nem töltött, aktív hallgatói jogviszonnyal rendelkező hallgató igényelhet maximum félmillió forint összegben felsőoktatásban és struktúraváltó képzésben. A kiválasztott összeget a Diákhitel Központ egyösszegben folyósítja az igénylő bankszámlájára, melyet egy év türelmi idő után maximum 5 éven belül kell visszafizetni. A Diákhitel Pluszról az elmúlt évet nézve kijelenthető, hogy jelentősen hozzájárult ahhoz, hogy a koronavírus-járvány miatt átmenetileg romló munkaerőpiaci és gazdasági környezetben ne nőjön azon fiatalok száma, akik pénzügyi okokból a felsőoktatási tanulmányaik felfüggesztésére kényszerülnek. 

## Képzési Hitel
A magyar kormány – figyelembe véve többek között az élethosszig tartó tanulás és a felnőttképzés kiemelt fontosságát – 2020 augusztusában döntött arról, hogy 2021 tavaszától a diákhitelhez hasonló kedvezményes képzési hitel konstrukciókkal segíti a megújult szak- és felnőttképzés rendszerét és az abban részt vevőket. Már csak esélyegyenlőségi okokból is indokolt, hogy a felsőoktatásban tanulóknál nehezebb anyagi körülmények közül érkezők is hozzájuthassanak a diákhitelekkel szinte azonos feltételekkel a kedvezményes lehetőségekhez. A Képzési Hitel hasonlóan a kötött felhasználású diákhitelhez kamatmentesen igényelhető a Társasággal megállapodást kötött szak- és felnőttképző intézményekben meghatározott feltételrendszerek szerint, összegét pedig az intézménynek folyósítja a Diákhitel Központ.

## Törlesztés
A tanulmányok ideje alatt nem kell törleszteni. A visszafizetést a hallgatói jogviszony megszűnése utáni negyedik hónaptól kell elkezdeni. A törlesztési kötelezettség független a munkaviszonytól. A Diákhitel törlesztési szabályainak kialakításánál különösen figyeltek arra, hogy a visszafizetés minden esetben az egyéni teherbíró képességhez igazodjon. Így az első két évben a havi kötelező törlesztőrészlet a minimálbérhez, a harmadik évtől pedig a két évvel korábbi havi átlag bruttó jövedelemhez igazodik. 
Diákhitel Plusznál egyenlő részletekben kell megkezdeni a törlesztés a hitelfelvételt követő egy évet követően, a törlesztés hosszát pedig a felvételkor kell meghatározni.
Minden terméknél korlátlan és díjmentes előtörlesztési és végtörlesztési lehetőségek állnak rendelkezésre, amelyek bármikor elvégezhetők, nem kell megvárni a kötelező törlesztési időszakot, így jelentősen csökkenthető a futamidő. Emellett számos kedvezmény érhető el szinte minden élethelyzetben, például a családtámogatási, amely gyermek születése, vagy örökbefogadás esetén, könnyíti meg a diákhitel visszafizetését:
1 GYERMEK ESETÉBEN Kérhető a törlesztési kötelezettség szüneteltetése.*
2 GYERMEK ESETÉBEN Kérhető a törlesztési kötelezettség szüneteltetése* és az anyák esetében elengedjük a tartozás felét (több diákhitel szerződés esetében a választott szerződésre nézve).
3 GYERMEK ESETÉBEN Kérhető a törlesztési kötelezettség szüneteltetése* és az anyák esetében elengedjük a teljes tartozást (több diákhitel szerződés esetében a választott szerződésre nézve).
Megjegyzés* A várandósság 91. napjától.

## Kamat
Csakúgy, mint minden hitel, a Diákhitel is kamatozik, attól kezdve, hogy az első összeget átutalják a hallgató bankszámlájára. A Diákhitel kamata változó. A kamat mértékét a Kormányrendeletben rögzített szabályok szerint, félévente határozza meg a Diákhitel Központ, lásd még kamatstop.
A Diákhitel1 éves kamatlába az évek során a következőképpen változott:
| Kezdő dátum | kamatláb |
| ----------- | -------- |
| 2001.09.01  | 9,50%    |
| 2003.09.01  | 9,92%    |
| 2004.02.01  | 11,95%   |
| 2005.09.01  | 11,25%   |
| 2006.02.01  | 10,22%   |
| 2006.09.01  | 9,50%    |
| 2009.01.01  | 11,00%   |
| 2009.07.01  | 10,50%   |
| 2010.01.01  | 9,50%    |
| 2010.07.01  | 8,50%    |
| 2011.01.01  | 8,50%    |
| 2011.07.01  | 8,00%    |
| 2012.01.01  | 8,00%    |
| 2013.01.01  | 7,75%    |
| 2013.07.01  | 7,50%    |
| 2014.01.01  | 6,50%    |
| 2014.07.01  | 5,75%    |
| 2015.01.01  | 5,75%    |
| 2015.07.01  | 4,90%    |
| 2016.01.01  | 3,90%    |
| 2016.07.01  | 3,75%    |
| 2017.01.01  | 3,35%    |
| 2017.07.01  | 2,30%    |
| 2018.01.01  | 2,30%    |
| 2018.07.01  | 2,30%    |
| 2019.01.01  | 2,20%    |
| 2019.07.01  | 1,99%    |
| 2022.07.01  | 4,99%    |
| 2023.07.01  | 7,99%    |
| 2025.01.01  | 9,65%    |

## Diákhitel Direkt
A Diákhitel Központ Zrt. olyan könnyen kezelhető internetes felületen elérhető szolgáltatást biztosít ügyfelei számára, mellyel egyszerűbbé válik a szerződéssel kapcsolatos ügyintézés, ezáltal időt és pénzt takaríthat meg, ugyanakkor a 2012/13-as tanév első félévtől már a hitelfelvételhez szükséges adatlap is csak ezen a felületen érhető el. A szolgáltatás minden új hitelfelvevőnek automatikusan jár, azonban a 2012. május 15-e előtt szerződést kötött ügyfeleknek külön kell igényelniük a hozzáférést.